# Mikoian-Gurévitx MiG-25
El Mikoian-Gurévitx MiG-25, rus: Микоян и Гуревич МиГ-25 (designació OTAN: Foxbat) és un caça interceptor supersònic de gran altitud. Fou dissenyat per l'OKB Soviètic Mikoian-Gurévitx. Amb capacitat de volar en Mach 3, quan entrà en servei fou un dels avions més ràpids del seu temps.

## Història

### Disseny i desenvolupament
El MiG-25 fou dissenyat per les demandes soviètiques de disposar d'un interceptor nou, que tingués un gran sostre de servei i que arribés a una gran velocitat. Aquesta necessitat era deguda a la Guerra Freda, l'amenaça dels bombarders i avions de reconeixement nord-americans penetrant el territori soviètic. Els Estats Units estava desenvolupant bombarders subsònics com el B-47 Stratojet, el B-52 Stratofortress i també de supersònics com el B-58 Hustler i el B-70 Valkyrie. El Valkyrie representava una gran amenaça, ja que podia volar a altituds de 21,000 km i arribar a una velocitat de Mach 3. Per això, el MiG-25 es dissenyà amb prestacions perquè pogués contrarestar aquestes amenaces.

### Guerra Freda
Durant els primers anys del desenvolupament del MiG-25, Occident en sabia poc sobre aquest avió, i el qualificà incorrectament com a caça monoplaça de gran agilitat, de manera que es va començar un projecte de disseny com a resposta a aquest nou aparell, que donaria com a resultat el McDonnell Douglas F-15 Eagle. No fou fins al 1976 que els aliats tingueren un coneixement precís sobre aquest avió, quan el tinent rus Victor Belenko va desertar amb un MiG-25 al Japó. Encara que els soviètics van protestar i van demanar el retorn immediat de l'aparell, l'avió fou desmuntat i estudiat a fons, de manera que els aliats van tenir una descripció molt precisa del MiG-25. Després de 67 dies, l'avió fou tornat als soviètics en peces. Va tornar a ser muntat, i actualment es pot visitar a la planta Sokol, a Nizhny Novgorod.
Els soviètics van començar un projecte per crear una versió més avançada del MiG-25, ja que els aliats ja coneixien les prestacions del MiG-25 actual en aquell temps. Es proposà la variant MiG-25M, equipada amb motors més potents, millor sistema de radar i una major capacitat per portar míssils. El projecte, però, fou abandonat a favor del desenvolupament del nou MiG-31.

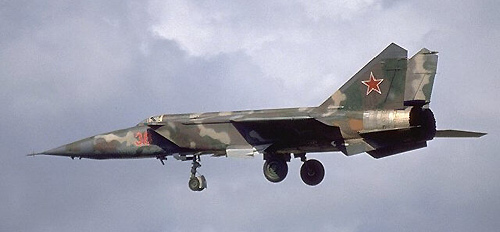
MiG-25 pintat amb colors de camuflatge.

### Guerra del Golf
Durant la Guerra del Golf Pèrsic, va haver-hi molts incidents involucrant el MiG-25. Per exemple, el 1991, durant la primera nit de la guerra, un McDonnell Douglas F/A-18 Hornet pilotat pel tinent Scott Speicher fou destruït per un MiG-25 iraquià.
El 19 de gener, dos MiG-25 van ser destruïts per dos F-15 de la USAAF. Els MiG-25 van intentar eludir els F-15 utilitzant bengales i aparells d'interferències. No obstant, els F-15 van detectar-los i els van destruir amb míssils AIM-7 Sparrow.
En un altre incident de la guerra, un MiG-25 va evadir vuit F-15 i va llançar míssils de llarg abast a un General Dynamics F-111, obligant-lo a abandonar la seva missió.
Durant la invasió d'Irak el 2003, els aliats no van trobar cap resistència aèria iraquiana, ja que la majoria dels seus avions havien estat abandonats o destruïts a terra. Durant l'agost del 2003, es van trobar múltiples avions enterrats a la sorra del desert, molts d'ells MiG-25.

## Especificacions
Dades de The Great Book of Fighters, International Directory of Military Aircraft, Combat Aircraft since 1945

### Característiques generals (MiG-25P)
- Tripulació: Un
- Llargada: 19.75 m
- Alada: 14.01 m
- Alçada: 6.10 m
- Superfície alar: 61.40 m²
- Pes buit: 20,000 kg
- Pes carregat: 36,720 kg

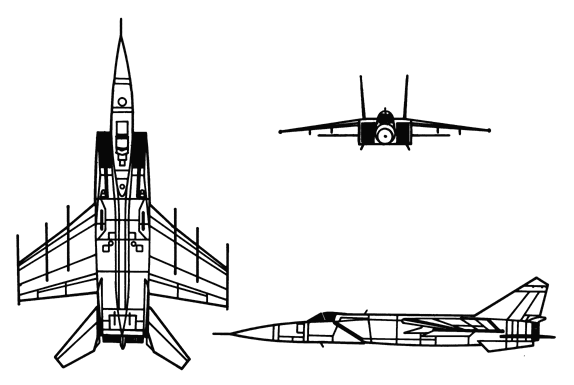
Visió esquemàtica del MiG-25.

- Motors: 2 × motors de postcombustió Tumansky R-15B-300
- Potència de motor individual: 73.5 kN
- Potència amb postcombustió: 100.1 kN

### Prestacions
- Velocitat màxima:

Gran altitud: Mach 3.2[8] (3,470 km/h)
Baixa altitud: 1,200 km/h (648 nusos)
- Autonomia: 1,730 km amb el combustible intern
- Sostre de servei: 20,700 m amb quatre míssils; fins a 24,400 m pels models RB
- Velocitat d'ascens: 208 m/s
- Proporció de pes a l'ala: 598 kg/m²
- Temps fins a l'altitud: 8.9 min to 20,000 m (65,615 ft)

### Armament
- 2x míssils aire-aire R-40R (AA-6 "Acrid") guiats per radar i

2x míssils R40Y guiats per l'infraroig.

### Aviònica
- Radar RP-25 Smerch
- A RV-UM o un radar d'altímetre RV-4